# Membri ai Academiei Române - Y
Deocamdată nu există niciun membru al Academiei Române al cărui nume să înceapă cu litera Y.